# 李永金 (1944年)
李永金（1944年4月—），男，四川内江人，中华人民共和国政治人物、高级工程师。

## 生平
1963年9月到1968 年12月李永金在北京化工学院无机化工系无机化工专业学习。1968年12月，李永金毕业参加工作，1968年12月到1977年3月担任大连化工厂联碱车间工人、技术员。1977年3月到1978年1月在化工部化肥二处帮助工作。1978年1月到1980年6月任大连化工厂碱厂生产技术科科员、副科长。1980年6月到1982年12月任大连化工厂碱厂副厂长。1982年12月到1985年2月任大连化工厂副厂长。1985年2月到1991年2月任大连化学工业公司经理。
1991年2月到1997年11月任大连市副市长。1997年11月到2000年8月任中共大连市委常委、副市长。2000年8月到2001年2月任中共大连市委副书记、代市长。2001年2月到2003年1月任中共大连市委副书记、市长。2003年1月出任大连市人大常委会主任。